# 米特雷縣

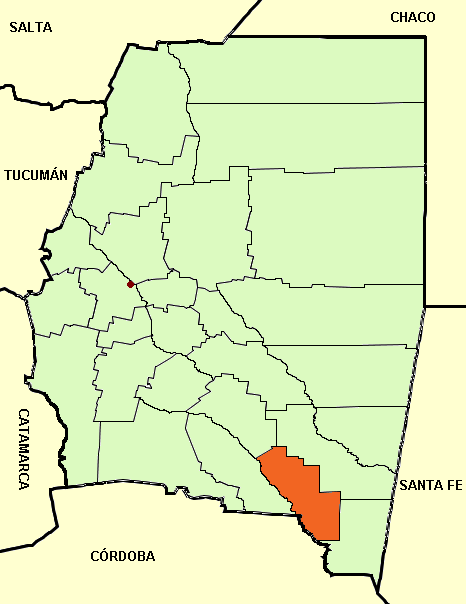

米特雷縣（西班牙語：Departamento Mitre），是阿根廷的縣份，位於該國北部聖地亞哥-德爾埃斯特羅省，首府設於烏尼翁鎮，面積3,667平方公里，2010年人口1,890，人口密度每平方公里0.52人。
29°24′50″S 62°47′23″W / 29.41389°S 62.78972°W